# Сејф ал-Давла
Сејф ал-Давла (Али ибн Аби ал-Хаија 'Абд Аллах ибн Хамдан ибн ал-Харитх Саиф ал-Давла ал-Тагхлиби или Арапски: سيف الدولة ابو الحسن ابن حمدان), познатији је по пуном имену Сејф ал-Давла ("Мач државе" ) Али Ибн Хамдан. Био је владар северне Сирије (владавина 945-967), емир Алепа и брат ал-Хасан ибн Хамдана (познатог као Насир ал-Давла или "Бранилац државе"), оснивача и најпознатијег владара династије Хамданида, пореклом је из племена Анизах у Мосулу. 

## Биографија
Сејф ал-Давла је рођен у јуну 916. Сејф ал-Давла био је други син мосулског емира 'Абд Алаха Абу ал-Хаије', који је у 927. помагао узурпатору Ал-Кахиру у борби за Абасидов трон, а касније погинуо у борби против калифа Ал-Муктадира. Започео је своју политичку каријеру у граду Васут у Ираку, али је касније отишао у данашњу Сирију, која је тада био под контролом египатских Јишидида. Њих је, уз помоћ локалних племена, успео да протера из Алепа 946. године, али покушај освајања Египта био је запео код Рамале. После тога се посветио борби против Византије, што је тада била све већа претња са севера. Он је водио борбе са променљивим успехом, у 953. години, Византијци су претрпели тежак пораз код Германикије, али га је у септембру 958. поразио Лав Фока Млађи код Рабана. Године 962. није успео да спречи Византијце да му одузму Алепо.
Био је познат као покровитељ науке а након борби са Византијцима, постао је међу Арапима "оличењем арапских витешких идеала". 
На свом двору окупио је познате песнике као што су ал-Мутанаби и Фирас, или филозофе као што је Ал-Фараби.
Умро је 25. јануара 967. у Алепу, Сирија, где је и покопан.